# Buzici
Buzici (Buzicové) byli český šlechtický rod.

## Historie
Označení Buzici bylo uměle vytvořeno historiky v devatenáctém století. Vzniklo odvozením z osobního jména Buz uvedeného v Kosmově kronice. Za prvního doloženého příslušníka rodu je považován Dětříšek, syn Buzův, který byl v roce 1109 členem družiny knížete Svatopluka. Po Svatoplukově vraždě byl českými velmoži pověřen, aby převezl do Prahy předpokládaného následníka a po volbě nového knížete přešel do družiny Vladislava I. Když v roce 1110 do Čech vtrhlo polské vojsko Boleslava III., účastnil se Dětříšek se jako jeden z velitelů knížecího tažení proti Polákům a v bitvě u Trotiny dne 8. října 1110 padl.
Podle pověsti Dětřich beze zbraně přemohl divoké prase, a prasečí hlava se poté stala jeho erbovním znamením. Václav Hájek z Libočan tuto historku přisoudil Bivojovi.

### Páni z Valdeka
K Buzicům patřila větev pánů z Valdeka. Podle Augusta Sedláčka byl Dětřichovým potomkem Jiří, který roku 1147 jako maršálek doprovázel krále Vladislava II. na druhé křížové výpravě a někdy během ní padl. Jeho synem měl být Jiří Jíříkovic připomínaný do roku 1209. Ten měl mít dva syny: staršího Jana, Sedláčkem považovaného za pražského biskupa Jana II., a mladšího Oldřicha uváděného v letech 1209–1232 jako královského stolníka. Stejný úřad měl zastávat i jeho otec. Oldřichovými potomky měli být Zdislav zmiňovaný v letech 1238 a 1248 a Oldřich připomínaný v letech 1248–1271. Oldřich zvaný Zajíc do svého znaku doplnil zajíce a zastával funkce královského číšníka, purkrabího v Lokti a později také pražského purkrabího. Založil hrad Valdek a zaječovský klášter. August Sedláček však uvedenou linii založil na pouhých předpokladech a dochované historické prameny příbuzenství těchto osob nedokládají.
První jistě doloženou osobností rodu tak byl Oldřich Zajíc († 1271), zakladatel rodu pánů z Valdeka. Měl nejspíše tři syny: Oldřich zemřel v roce 1281, Zbyslav z Třebouně byl zavražděn okolo roku 1291 a Budislav, který byl mělnickým proboštem, zemřel nejspíše roku 1291. Oldřichovým bratrem či synem mohl Jaroslav.
Zbyslavovým synem byl Vilém Zajíc z Valdeka.
V roce 1335 koupil Zbyněk Zajíc z Valdeka na Žebráku od českého krále Jana Lucemburského hrad Hazmburk a byl zakladatelem větve Zajíců z Hazmburka.

### Páni z Rožmitálu
Druhá větev tohoto rodu začíná Jaroslavem (1193 – asi 1230 nebo 1237), který měl tři syny Heřmana (1213–1224), Budislava z Březnice a Jaroslava. Budislavův syn Oldřich nechal prvně ke svému jménu připojit přídomek z  Rožmitálu a je považován za zakladatele Lvů z Rožmitálu. Od Budislava dále svůj původ odvozovali ještě páni z Březnice a páni z Třemšína.

## Rody odvozující se od Buziců

### Panské rodiny
- Šelmberkové[11]
- páni z Valdeka[2]
  - Zajícové z Valdeka
  - Zajícové z Hazmburka[11]
  - páni z Pihle[2]
  - Medkové z Valdeka[14]
- páni z Rožmitálu
  - páni z Březnice
  - páni z Třemšína
- páni z Homberka[15]
  - páni ze Štěnovic[16]

### Vladykové
- z Vranovic
- z Truskova
- z Kuřího[11][17]